# تل الحاره
تل الحاره (به عربی: تل الحارة) یک منطقهٔ مسکونی در سوریه است که در Al-Sanamayn District, Daraa Governorate, Syria واقع شده‌است. تل الحاره ۱٬۱۲۷ متر بالاتر از سطح دریا واقع شده‌است.